# Orinda
Orinda est une ville du comté de Contra Costa en Californie, aux États-Unis comptant 17 599 habitants au dernier recensement.

## Démographie
| 1960  | 1970  | 1980   | 1990   | 2000   | 2010   |
| ----- | ----- | ------ | ------ | ------ | ------ |
| 5 568 | 6 790 | 16 825 | 16 642 | 17 599 | 17 643 |

## Jumelages
Tabor (Tchéquie)